# Alla säger I Love You
Alla säger I Love You är en amerikansk film från 1996 i regi av Woody Allen.

## Handling
En familj av rika New York-bor: Bob och Steffi har varit gifta i många år och deras dotter Skylar är förälskad i Holden, som köper en alldeles för dyr förlovningsring.  Steffis dotter med författaren Joe, "DJ", är också i åldern när man alltid förälskar sig. Joe har just blivit lämnad av sin fästmö, men i Venedig upptäcker han Von och, tack vare DJ:s tjuvlyssnade, får han veta allt om henne - och kan visa upp en vacker fasad. Steffi kämpar för att mördaren Charles skall få en ny chans - vilket innebär att Skylar förälskar sig i honom istället.

## Om filmen
Filmens titel är hämtad från sången Everyone says I love you, sjungen av Bröderna Marx i filmen Fyra farliga friare (Horse feathers) från 1932.
Dansscenen vid Seinen mellan Allen och Hawn är en parafras över en liknande scen i En amerikan i Paris mellan Gene Kelly och Leslie Caron.

## Rollista (i urval)
- Woody Allen - Joe Berlin, författare
- Goldie Hawn - Steffi Dandridge
- Alan Alda - Bob Dandridge
- Julia Roberts - Von
- Drew Barrymore - Skylar Dandridge
- Edward Norton - Holden Spence
- Tim Roth - Charles Ferry, mördare
- Natalie Portman - Laura Dandridge
- Natasha Lyonne - D.J. Berlin
- Lukas Haas - Scott Dandridge
- Billy Crudup - Ken